# Thomas Pakenham (5e comte de Longford)
Pour les articles homonymes, voir Thomas Pakenham.
Thomas Pakenham, 5e comte de Longford (19 octobre 1864 - 21 août 1915) titré «  Lord Silchester » (entre 1864 et 1887) est un homme politique, militaire et pair anglo-irlandais.

## Biographie
Il est le fils de William Pakenham, 4e comte de Longford, militaire de carrière et homme politique conservateur, brièvement sous-secrétaire d'État à la Guerre dans les gouvernements du comte de Derby puis de Benjamin Disraeli. Thomas est son second fils, né juste après son frère jumeau William, mais ce dernier meurt à l'âge de 12 ans en 1876,.
Éduqué à Winchester College, il étudie ensuite au collège de Christ Church de l'université d'Oxford. Diplômé en 1885, il rejoint l'Académie royale militaire de Sandhurst, et en sort deux ans plus tard comme second lieutenant dans le 2e bataillon du régiment des Life Guards. C'est également en 1887 qu'il hérite, à a mort de son père, du titre de comte de Longford, titre héréditaire de la pairie d'Irlande qui lui permet de siéger à la Chambre des lords du Parlement du Royaume-Uni,.
Il prend part à la seconde guerre des Boers, et participe à former une compagnie de volontaires irlandais pour ce conflit. Il est blessé au combat. En 1899 il épouse Mary Villiers, fille du 7e comte de Jersey, dont il aura deux fils et quatre filles. En 1901 il est fait chevalier de l'ordre de Saint-Patrick, et poursuit sa carrière militaire. En 1912 il est fait commandant de la 2e brigade de la 2e Division montée, division de cavalerie de l'Armée de réserve, puis est promu général de brigade en 1914. Durant la Première Guerre mondiale, la division est envoyée d'abord en Égypte, puis est déployée en renfort des troupes alliées pour la bataille de Sari Bair, durant la campagne des Dardanelles contre l'Empire ottoman. Le soir du 21 août 1915, il mène ses hommes lors d'un assaut sur une colline, sous un intense feu ennemi, et est tué. Il est l'un des 5 300 Britanniques tués sur ce site ce jour-là. À des dates incertaines, il est décoré chevalier commandeur de l'ordre royal de Victoria, ainsi que de la croix de chevalier de l'ordre national de la Légion d'honneur,,.
Son corps n'est jamais identifié, malgré le « grand tatouage des armoiries de Pakenham » sur son torse. Il est commémoré par un mémorial dans le cimetière local,, et est également l'un des quarante-trois parlementaires britanniques morts durant la Guerre et commémorés par un mémorial à Westminster Hall, dans l'enceinte du palais de Westminster où siège le Parlement. Son fils aîné Edward hérite de son titre de comte, et est brièvement membre du Sénat irlandais ; mort sans enfant en 1961, il le lègue à son frère Francis, le deuxième fils de Thomas Packenham, qui lui mènera une carrière politique au Royaume-Uni, à la Chambre des lords comme membre du Parti travailliste - chancelier du duché de Lancastre, puis Leader de la Chambre des lords et Secrétaire d'État aux Colonies,.